# Beniaminów (Mazovie)
Pour les articles homonymes, voir Beniaminów.
Beniaminów (prononciation : [bɛɲaˈminuf]) est un village polonais de la gmina de Nieporęt dans le powiat de Legionowo de la voïvodie de Mazovie dans le centre-est de la Pologne.
Il se situe à environ 16 kilomètres de Legionowo (siège du powiat) et à 36 kilomètres de Varsovie (capitale de la Pologne).
Le village possède approximativement une population de 200 habitants en 2008.

## Histoire

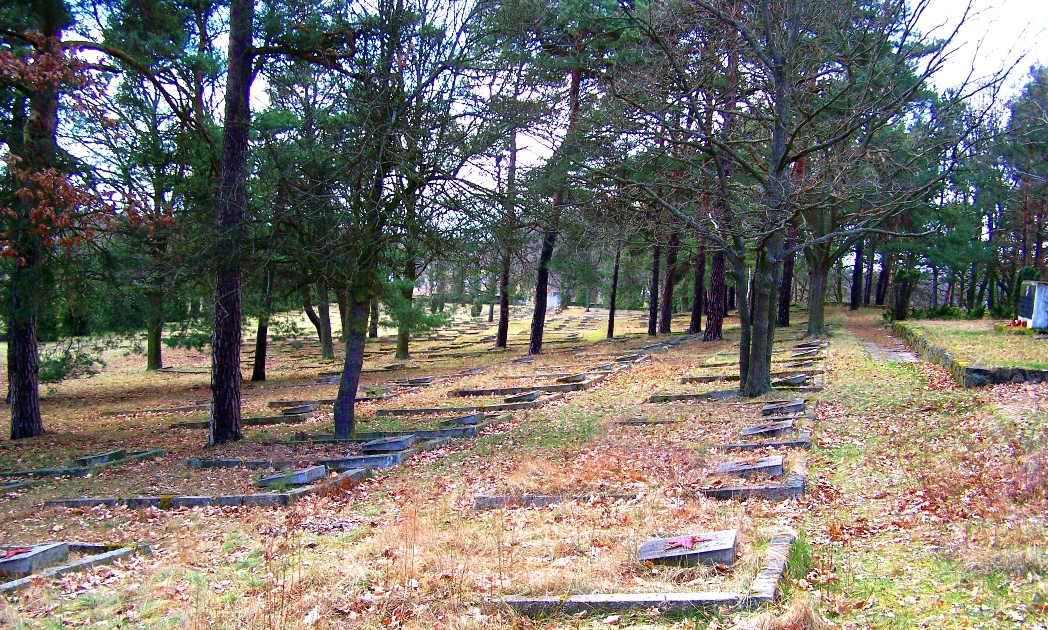
Cimetière soviétique

Pendant la Seconde Guerre mondiale, entre 1941 et 1944, les Allemands ont tenu un camp de prisonniers de guerre (Stalag 333) pour les soldats soviétiques. Plus de 30000 d'entre eux sont morts de mauvais traitements et de la malnutrition.
De 1975 à 1998, le village appartenait administrativement à la voïvodie de Varsovie.